# 2009年薩彥-舒申斯克水力發電廠事故
薩彥-舒申斯克水力發電廠事故（俄語：Авария на Саяно-Шушенской ГЭС） 是一起發生在俄羅斯西伯利亞葉尼塞河上游哈卡斯共和國境內，薩彥-舒申斯克水力發電廠的重大事故。事件於當地時間2009年8月17日上午8時13分爆發（00:13 GMT），當時，運轉中的2號水輪發電機組突然垂直震動加劇，最後整部機組突出裝機臺並瞬間解體，導致整座發電廠房與機房被大水湧入淹沒，以及廠房天花板部分塌陷。發電廠中所裝設的10部水輪發電機有9部均受到損害。而這起災害也造成共計75名發電廠員工罹難，並也使得裝置容量達6,400MW的發電廠，其發電量瞬間降為0W，鄰近部分區域發生停電，以及使用該發電廠電力的煉鋁工廠迫不得已改採用柴油發電機供應生產線所需之電力。本事故的官方報告於2009年10月4日對外發布。

## 背景

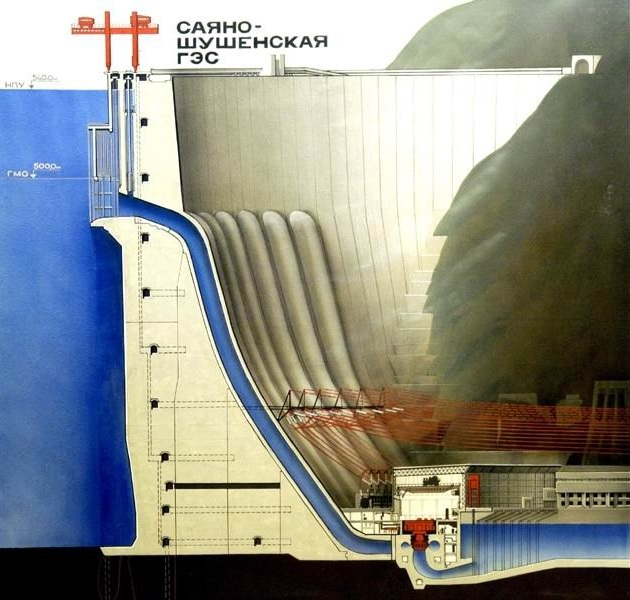
薩彥-舒申斯克水力發電廠的截面圖

薩彥-舒申斯克水力發電廠位於哈卡斯共和國薩亞諾戈爾斯克，葉尼塞河上。在事故發生前，這座水力發電廠的平均發電量是俄羅斯境內最大以及世界第六大的水力發電廠，並由俄羅斯水電集團（RusHydro）所擁有。2009年7月2日，該集團宣布，該發電廠往後將會以24小時全時段滿載發電。

### 2號水輪機

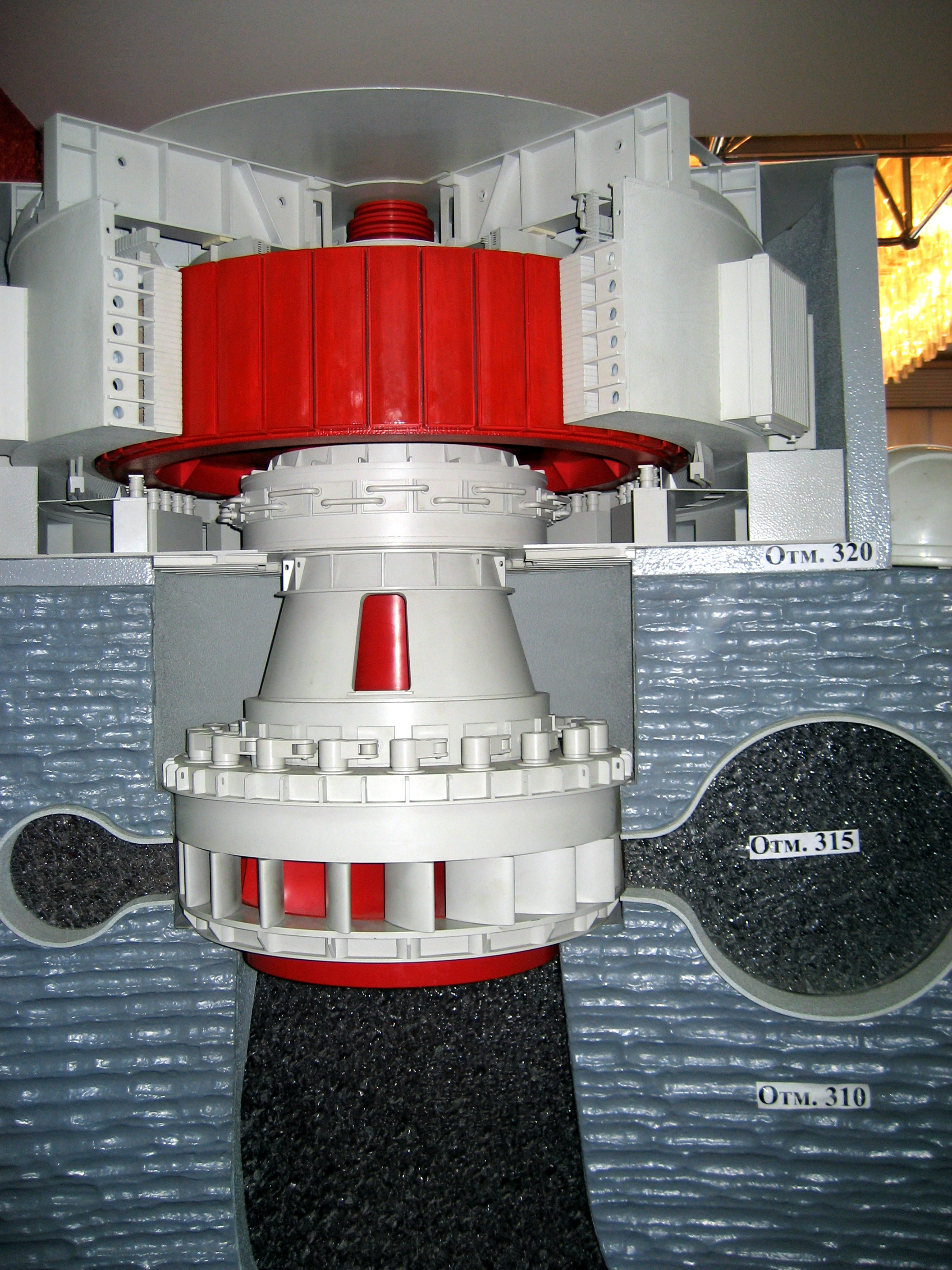
發電廠內的水輪機模型

此發電廠所安裝的豎軸法蘭西斯式水輪機具有高效率輸出以及極窄的運轉頻段等特性。如果運轉時超出其機組適合的運轉頻段，水輪機內將會發生垂直震動，並造成蝸殼內的水流波動與衝擊。不過隨著運轉時間增加，這些震動與衝擊將慢慢降低。
在事故發生之前，2號水輪機便已發生過上述的問題很長一段時間。其中第一次發生是在1979年機組安裝完成後開始運轉時出現。之後在1980年到1983年之間，2號機更發生過許多問題，包含密封圈問題、水車軸震動以及軸承被水壓推出水輪機等狀況。為解決2號機的多項狀況，因此廠方於同年3月底開始到2000年11月之間，針對2號機進行全面的修繕作業。其中修繕過程中，在水輪機動輪上發現了一個深達12（0.47英寸）的空穴以及一條長達130（5.1英寸）的裂縫，這些問題隨後都被一一修復。其他許多在軸承上的問題也逐步被找出後修復。2005年，針對2號機進行了更進一步的檢測與維修。部分的損壞狀況在多方面被檢測出，而這些類似的狀況在先前機組大修時就已被觀察到。
2009年1月至3月期間，2號機開始進行定期的大修保養與設備更新作業。它的水輪機於這次大修更新中成為該發電廠中，第一部也是廠內唯一一部安裝由 Promavtomatika 公司生產調節水輪機轉速的電動液壓調速機的機組。在大修更新過程中，因為先前在長時間運轉後，裂縫與空穴再次出現，因此水輪機的動輪葉片已被重新再焊接過。然而，動輪修復並安裝回水輪機後，施工人員卻沒有將動輪重新調整平衡至正常狀態，隨後大修完成機組重新投入運轉時，震動的狀況加劇，在機組滿載運轉時，軸承的震動幅度增加了約0.15（0.0059英寸）。雖然震動幅度並沒有超過機組限制，但持續發生的震動對於發電機組長時間的運轉來說是絕對不佳的狀況。相較於大修之前，大修完成投入運轉的2號機其抬升震動的幅度比起廠房內的其他機組更為明顯。直到7月初，震動的狀況超出了機組限制，抬升幅度與運轉速度也持续增加。
8月16日至17日晚間，水輪發電機組的震動幅度突然大幅上升，而在場的工作人員發現後，曾試圖讓機組停止運轉。16日晚間8時30分，原本输出功率600MW的2號機因震動幅度再次擴大，因此降載至100-200MW來運轉。2009年8月17日凌晨3時，2號機的功率再次提高600MW，然而僅持續30分鐘，於3時30分，降到了200MW。3時45分，又提升输出功率到600MW。在這段期間內，2號機的震動幅度非常大，其幅度大到甚至還讓發電廠內安裝的測震儀留下紀錄。也因此這段期間廠方一直試圖停止機組運轉，却因發電機組內的轉子已經被向上抬升，反過來給了水輪機殼更大的壓力。該發電廠內所裝設的水輪機組，其機殼上共使用了80根直徑8公分的螺栓固定在裝機結構上。
2009年8月17日上午，廠房內共有50名工作人員聚集在出問題的2號機旁。而當時發電廠主任 Nikolai Nevolko 因適逢自己的結婚週年紀念日，因此當日一大早便離開發電廠前往阿巴坎迎接他的客人。也使得當時廠區內並沒有員工敢或是也沒有權限來決定出問題的2號機進行下一步補救措施。那時運轉轉中的2號機已經處在極高的震動狀態中。
2號機在當地時間2009年8月16日晚間11時14分啟動運轉。並且到了晚間11時44分時，已達到滿載600MW的輸出。當晚，2號機的輸出發電量持續在10MW至滿載600MW之間浮動。發生事故时，當地時間上午8時13分（00:13 GMT），2號機的輸出功率為475MW，用水量為256立方每秒（9,000立方英尺每秒）。其軸承的震動幅度已經達到0.84（0.033英寸），與廠內其他機組相比，已超出了四倍之多。而2號機的製造商所規範的機組壽限為30年，当时其使用時間是已瀕臨期限的29年零10個月。
2009年8月17日，當時2號機的工作水頭為212（696英尺）。在此水頭所產生的水壓環境下的水輪機的建議輸出功率範圍是570-640MW（頻段III）。同时，輸出功率為0-265MW之間（頻段I）也是允许的。不過两者之间的265–570MW（頻段II）之間是屬於不建議的區段，輸出功率超過频段III的640MW更是被嚴格禁止的。在事故發生當天，2號機擔任該發電廠的輸出功率調節器，也正因此，其輸出功率被不斷地调整。這使得2號機一直處在不佳的頻段II上持續運轉，水輪機蝸殼內部也持續產生水流的震動與衝擊。

## 事故
整起水輪發電機衝出事故發生於當地時間2009年8月17日上午8時13分（00:13 GMT）。2號水輪發電機組於運轉時突翻發出一聲巨響。發電機頂蓋以及重達920公噸（910長噸；1,010短噸）的發電機轉子瞬間脫離裝機座衝出樓板。在此之後，原本在2號機壓力鋼管內的水從水輪機蝸殼上的空洞湧入設備大廳。由於設備大廳與機房的海拔高度比起水庫的蓄水高度低，因此立刻被大水淹沒。在此同時，發電廠控制室的主控制盤發出警報，發電廠內的其他機組立即緊急停機，整座發電廠的發電量瞬間降為0W，讓周圍部分地區出現停電的狀況。连接水輪機蝸殼與壓力鋼管的鋼製主閥每個重達150公噸（150長噸；170短噸），並於事發後透過手動操作開啟主閥的液壓千斤頂來強制封住水流湧入，整個關閉過程從上午8時30分持續到9時20分之間（官方報告是9時30分完成）。
共花了25分鐘，這樣的速度已经接近可能的最快操作速度了。緊急柴油發電機在上午11時32分啟動。11時50分，大壩上的11座洩洪道開始啟動排洪並於下午1時07分完成排洪作業。總計有75人在災後被確認罹難。
事發當下，廠房內共有9部水輪發電機正在運轉中，總輸出發電量為4,400MW。而6號機則正在進行定期的大修維護，並已接近完成準備重新啟動。
此次事故的倖存者澳列格·米亞基舍夫（Oleg Myakishev）回憶道：
…我當時站在設備大廳的樓上，當下我聽到廠房內的噪音越來越大聲，然後我看到了受到扭曲的水輪發電機的頂蓋突然往上升並直直衝了出來。然後我看到了發電機的轉子一邊旋轉著一邊往上衝出。我無法相信我的眼睛，它大約向上衝出了有3公尺之高。石頭和金屬片也伴隨著沖出的機組四處飛散，我試圖躲避它們…在這個時間點上，發電機頂蓋已經衝上了屋頂結構，然後屋頂因此被摧毀…當下我心算了一下，水以每秒380立方公尺向上抬升，因此我抬起我的腳，立刻向10號機跑了過去。不過，我想，我無法跑到10號機，所以我轉而往高處爬上，並往下巡視了一番，只見到廠房內的一切都被破壞掉了，大水持續的湧入，底下的工作人員們試著游泳逃生…我想：我必須試著單獨手動關閉閘門停止水流繼續湧入…由於廠房內的電力全被切斷，我只能試圖手動操作…

當地時間2009年9月9日下午5時40分（09:40 GMT）正在進行修復的水車室發生火警，大約有200名工作人員被緊急疏散。這次火災意外並沒有造成任何人員罹難或受傷。據俄羅斯水電集團事後表示，大火“在幾分鐘之內”便被撲滅。

## 致災原因
2009年10月4日，俄羅斯聯邦、生態，與核能管理局（Rostekhnadzor）在其官網上發布了關於此次薩彥-舒申斯克水力發電廠事故的的官方報告。然而，後來官方報告以及報告發布的新聞稿又被移除。
這份官方報告中，羅列出了因此次事故而喪生的罹難者的姓名、對事故發生負有責任的發電廠人員以及其他相關資料，包含發電廠的歷史紀錄、技術審查及其未來發展計劃。報告中指出，事故主要肇因是2號水輪機垂直振動所引起，因為水輪機的垂直震動導致機組內的零組件逐漸產生疲勞而損壞，包括水輪機的上蓋。並且報告中還發現，事故發生當下，2號水輪機蝸殼上，至少有六顆應該要固定在水輪機蓋螺栓上的螺母遺失。事故發生後的調查行動中，共回收了49顆螺栓，並且發現其中41顆有金屬疲勞所產生的裂紋。更在8顆受損的螺栓上，發現其金屬疲勞所造成的損傷面積已超過螺栓斷面積的90%。
根據報導指出，當地時間2009年8月17日上午1時20分，於鄰近的布拉茨克水力發電廠發生火災，導致發電廠周圍地區的其他發電廠無法對外聯繫，並且也破壞了發電廠的自動遙控系統，包括此次事故的薩彥-舒申斯克水力發電廠。這個狀況直到當地時間2009年8月16日晚上11時3分（15:03 GMT）才獲得控制。當地時間隔日上午8時12分（0:12 GMT），2號水輪機的輸出功率被調速機給降低，並且開始進入該機型的不建議運轉頻段。不久，原先固定在水輪機蝸殼上的螺栓開始被持續的震動以及高達20巴（2,000千帕斯卡）的水壓拉扯破壞，持續旋轉的動輪衝開蝸殼，帶著機蓋、發電機轉子和頂蓋開始向上衝，隨後破壞了設備大廳以及大廳內的輔機設備。同時，高壓的大水灌入廠房，持續破壞發電廠的建築結構。
根據 Rostekhnadzor 說法，壓力鋼管進入到水輪機之間主閥的自動關閉系統在2號機故障後完全失效。不過這項指控被設計該發電廠自動化安全系統的公司 Rakurs 駁回。

### 媒體猜測
根據俄羅斯消息報指出，2號機的逐漸增大的震動狀況已經長達10年之久，並且這個問題在發電廠內是所有員工眾所皆知的問題。發電廠前廠長伊爾庫茨克·維克多·鮑勃羅夫斯基的說法，這起事故可能是因為水輪發電機組不正常的啟動所導致的，不正常的啟動導致了水輪機蝸殼內的水流震動，或者事故肇因為為應付尖峰負載用電而讓發電機組超載運轉所致。並且，鮑勃羅夫斯基也表示，發電廠所在區域的供電狀況是，時常透過讓水力發電廠內的發電機組來超載運轉以補足尖峰用電負載，而且因為水力發電廠的擁有單位其主要透過減少機組維護、安全與教育成本的投入來提高發電廠收益，因此其實該地區的電力系統已瀕臨崩潰。由於其他水輪發電機組的運轉是在2號機崩潰後才停止，因此其他機組可能在事故發生後以無負載狀態持續增加旋轉速度，直到最終機組才慢慢減速完全停止。他說他的前一任發電廠廠長 Valentin Bryzgalov 曾經警告過，當水輪發電機組開始發生垂直震動時，還讓機組達到滿載功率發電，是一件非常危險的事情。然後他還表示，如果當初發電廠的安全系統正常運作，以及在場的工作人員都遵守安全準則，就不可能發生如此災難性的事故。
發電廠的前總幹事亞歷山大·沃洛希諾夫表示，事故最有可能的原因是當初水輪機的“製造瑕疵”。根據 Toloshinov 的說法，這種類型的水輪機動輪葉面構造並不是非常可靠，並且目前已知該水輪機在某些運轉環境下，動輪會產生裂痕。
2009年9月11日，俄羅斯水電集團對外駁斥了這起事故是因為潰壩淹沒了設備大廳導致2號水輪機毀壞的指控。根據俄羅斯水電集團表示，大壩的位移狀況是季節性發生的，並且近幾年已經有減少發生的情形。2006年曾發生最大的位移紀錄是141.5或5.57英寸，然而這個數值仍低於大壩設計時的最大承受值145.5（5.73英寸）。俄羅斯水電集團表示，大壩錨定腳與設備大廳之間位移的範圍沒有超過2.3（0.091英寸），並且還小於兩者之間的寬度距離（50（2.0英寸）），因此，大壩並無法壓毀設備大廳。
2009年8月21日，一個支持車臣反叛集團的網站聲稱，他們對發電廠事故負責，並宣稱這起事件事他們針對俄羅斯當局所發動新“經濟戰爭”的一部分。不過俄羅斯當局針對該網站提出的要求駁回為“愚蠢”。

## 搜救行動
事故發生後，溢洪道開始進行每日3至5（1.2至2.0英寸）的調節洩洪，以降低水庫的水位。2009年8月24日，完成發電廠房洪水的抽水作業。8月28日，搜救行動告一段落，並於2009年8月17日，哈卡斯共和國宣布緊急狀態解除。

## 後續影響
由於此次事故共計造成75人罹難，因此2009年8月19日，哈卡斯共和國宣布當天為此事故哀弔一天。俄羅斯水電集團宣布，8月25日為該起事故的哀悼日。8月22日在阿巴坎舉行的節慶活動也被取消。由於事故發生，車尤姆席基（Cheryomushki）鎮已被禁止銷售烈性飲料。

### 損害

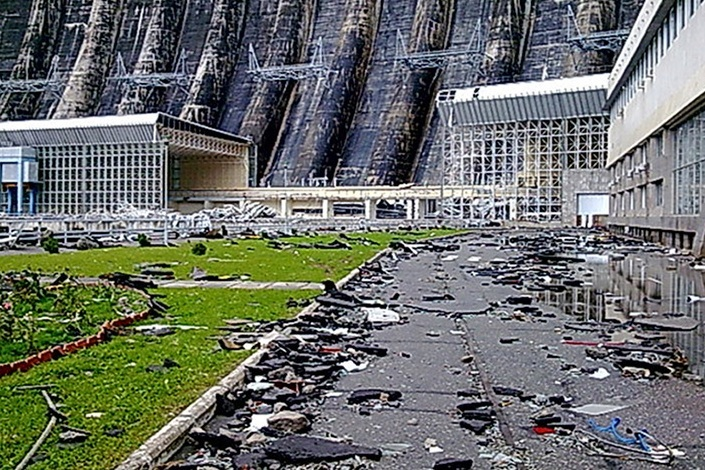
發電廠外所見的廠房建築損毀及散落的碎片

除了2號機以外，7號機與9號機也同樣受到強大的衝擊而嚴重損壞，而發電廠房的屋頂與天花板也因受到撞擊而墜落在1號機與3號機頂蓋之上而受到額外的損壞，其他4號、5號、8號以及10號機的損害較輕微。而6號機因災害發生時正逢機組大修的時期，因此僅受到輕微的損害，是發電廠內10部水輪發電機組中，唯一一部沒有因相關變壓器短路而受到電氣損壞的機組。當大水湧入廠房時，立刻灌入發電機室與水車室，造成變壓器爆炸。災後評估，1號與2號變壓器嚴重毀損，3、4號及5號變壓器狀況較為良好，因此可以原機修復，其他損害包括，設備大廳的屋頂、天花板與樓板被摧毀。
2009年9月9日俄羅斯水電集團對外宣布此次事故所造成的災害統計：
- 6號水輪發電機組：被水淹沒。
- 5號水輪發電機組：被水淹沒與電氣破壞。
- 3號與4號水輪發電機組：中等程度的電氣與機械破壞，另外，裝機座的混凝土結構受到破壞。
- 1號、8號與10號水輪發電機組：嚴重程度的電氣與機械破壞，另外，裝機座的混凝土結構受到破壞。
- 7號與9號水輪發電機組：嚴重損壞，裝機座的混凝土結構被嚴重破壞。
- 2號水輪發電機組：包含裝機座混凝土結構，整體完全損壞[7]。

### 電力供應
在事故後，從發電廠輸出的發電量瞬間降為0。而鄰近住宅區因事故發生而停電的狀況亦仰賴其他鄰近的發電廠調撥發電量而獲得緩解。位於薩亞諾戈爾斯克和哈卡斯的鋁煉製廠，則透過轉切換廠內裝設的備用發電機供電以代替毫無電力輸出的電網。直到2009年8月19日，停電區域才重新恢復供電。儘管鋁煉製廠仍以正常的生產線速度營運，但俄羅斯鋁業聯合公司（RUSAL）仍警告，以長遠的角度來看，電力缺乏仍可能造成50萬（49萬英噸，55萬美噸）的鋁產量損失。並呼籲須加快博古恰內水力發電廠的施工進度，以彌補缺少的電力供應。

### 環境影響
這起事故也造成了漏油汙染事件，發電廠受到事故影響，至少有40公噸（39長噸；44短噸）的變壓器油沿著葉尼塞河向下游散佈，整體汙染面積共遍布超過80（50英里）。因應事故發生，當時水壩的洩洪道共洩洪了2－3個小時，連帶地將洩漏的油料向下游持續擴散，更讓河岸周圍的鱒魚養殖業者受到水質汙染影響總計有約400公噸（390長噸；440短噸）的鱒魚因水質污染而死亡，其他野生動物是否也受到影響則未進行評估與調查。2009年8月19日，已擴散15（9.3英里）的長油污帶抵達烏斯季-阿巴坎，當地架設了一條裝設有浮動障礙與化學吸附劑的油污攔截索。最終在2009年8月25日，所有的漏油被完全清除完成。

### 財務影響

#### 股價波動
發電廠事故爆發後，俄羅斯水電集團在莫斯科銀行間貨幣交易所的股票暫停交易兩天。2009年8月19日重新開放交易後，俄羅斯水電集團的股價下跌了11.4%.。在倫敦證券交易所，其股價也下跌了超過15%。據統計，預估2013年俄羅斯水電集團的財務損失將高達165億元盧布該發電廠向俄羅斯保險公司 ROSNO 投保了2億美元，另外也向安聯集團以及慕尼黑保險公司重新投保。

#### 賠償金
事故賠償金方面，俄羅斯政府決定針對每一位罹難者的家屬補償100萬元盧布（約31,600美元），以及每一位倖存者10萬元盧布（約3,160美元），總計100萬盧布作為賠償。另外，俄羅斯水電集團也表示將提供1億元盧布作為賠償金，並為13個尚有未成年子女，但家屬因此次事故罹難的家庭購買住屋；另外並資助這些孩童的幼兒園與學校就學費用，並提供高等教育課程。最終還將在車尤姆席基拍攝特別節目以呈現發電廠的重建與發展，該城鎮的居民大多數為發電廠的員工。

### 人事異動
原發電廠廠長尼古拉·尼沃科（Nikolai Nevolko）被 Valerii Kjari 調任取代。而部分的員工因其英勇的搶救行為而獲得俄羅斯政府官方嘉許。其中俄羅斯總理普丁分別向尤里·薩爾尼科夫（Juri Salnikov）以及 Oleg Melnitchuck 授予正式的嘉許狀。

## 重建

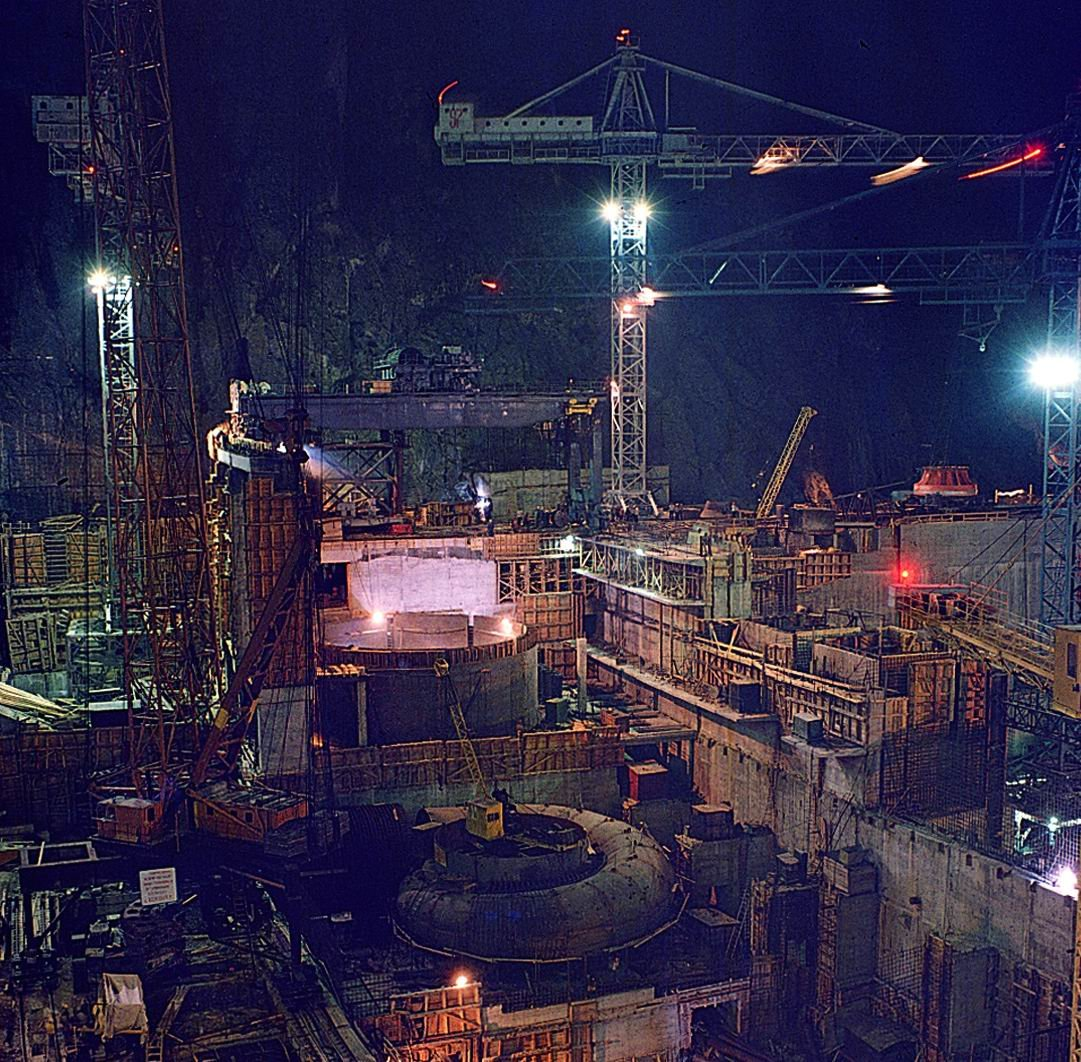
發電廠房施工和施工中的2號水輪機組

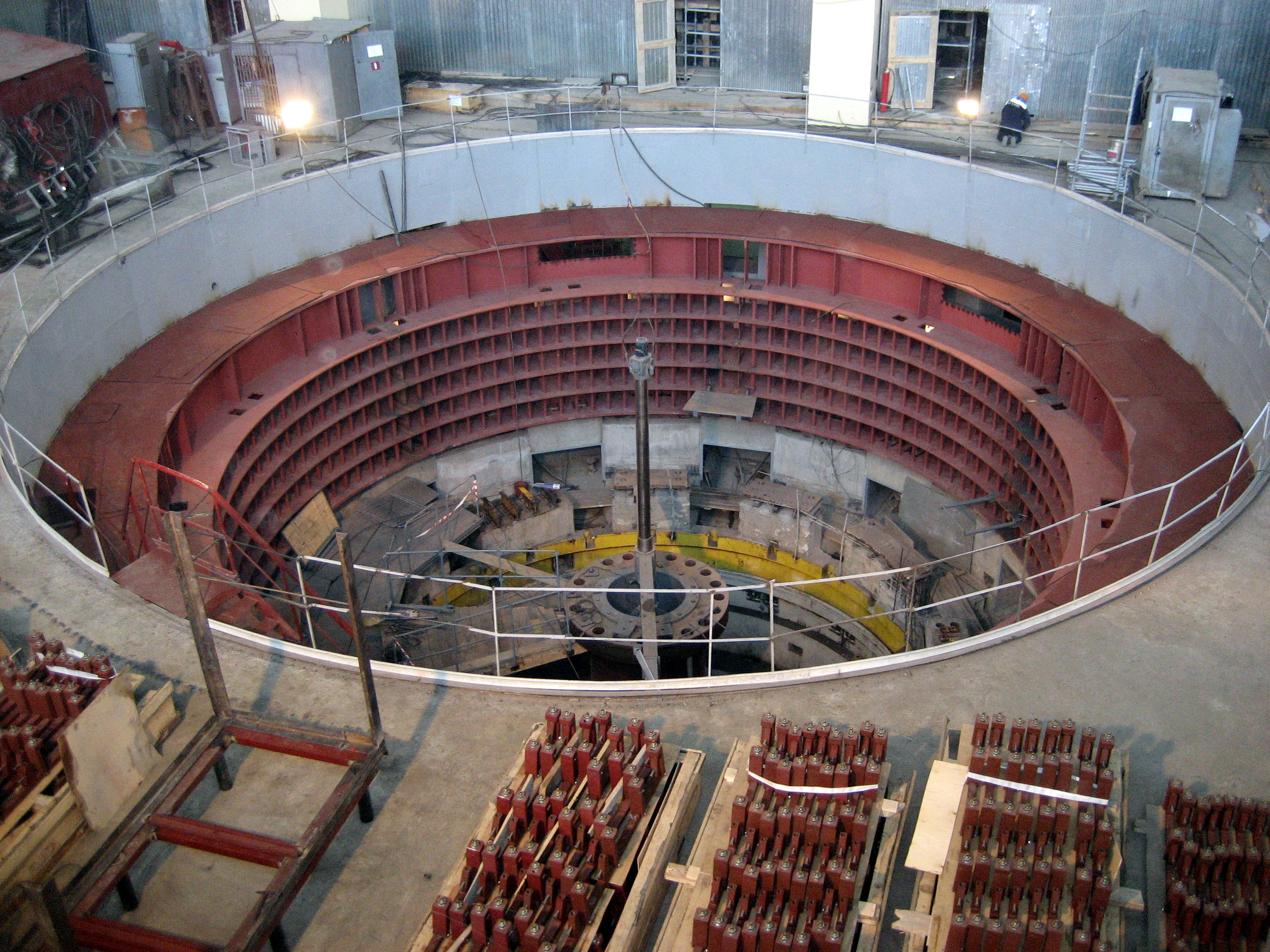
2011年，修復中的水輪機組

事故發生後，復原工作開始進行，其中更換災害中損壞的水輪機組預估需要長達4年的工期，並投入超過2,000名人力來進行災後的救援以及清理工作。根據時任俄羅斯能源部長謝爾蓋·什馬季科的說法，光是單獨發電廠房的重建費用就高達4,000億盧布。俄羅斯聯邦儲蓄銀行已同意俄羅斯水電集團貸款2,000億盧布用於發電廠的維修工程。另外，俄羅斯水電集團也正在與歐洲復興開發銀行洽談災後復建的貸款事宜。
根據俄羅斯水電集團的評估後表示，廠區內受災較輕微的4號、5號以及6號水輪發電機組將可能被修復。而損壞過大的7號與9號水輪發電機組已無法修復因此已展開拆除作業。設備大廳，加熱系統，電力供應系統和污水隧道已開始維修作業。由於洩洪道修復工程的所有施工期間皆在湖面結凍的時期，因此施工單位正在評估幾種防止大壩結冰的方法。設備大廳的修復工作已展開，大廳內的加熱系統也正在修復，整體修復工程不分晝夜24小時的進行。
為了配合架設在溢洪井用於維修的起重機移動時需耗費的時間，因此當時溢洪井開始降低排洪量至1,105立方每秒（39,000立方英尺每秒）。
直到2009年11月26日，修復工作持續進行並與努力克服結冰的狀況。首先，壩上所有的11座溢洪道閘門按照已劃定的時間表平均開啟放流，藉此以降低冰塊對壩下消能池結構的影響。另外，70支總輸出為1500KW的熱槍，暫時安裝於已修復的設備大廳屋頂的底部，以防止結冰，並使用化學物質氯化镁六水合物（MgCl2 6 H2O）和機械方法防止結冰。
到了2009年12月27日，發電廠內的1號、2號、3號、4號、7號、8號、9號以及10號水輪發電機組已開始或即將開始拆除作業。只有5號及6號機組因受損較小，因此以原機組修復方式持續作業中。其他機組的水輪機將分別先在組裝工廠中製作或更新在送回發電廠內安裝修復。
2010年2月24日，6號機重新啟動發電。總統普丁親自來到發電廠按下6號機投入負載運轉的切換鈕。5號機於3月22日開始帶負載運轉。
2010年4月14日，2號機及其周圍之輔機設備的拆除作業完成。到了2014年，發電廠內的所有既有的水輪機組換成新的。
2010年6月30日，4號水輪發電機組在沒有負載的狀況下進行電氣線圈的無水乾燥啟動測試，以利於接下來2010年以後切換至負載運轉的準備。2010年8月4日，4號機正式全面重新啟用。
到了2010年7月，3號水輪機的組裝作業仍持續進行中，並且預計在同年12月完成組裝。全新的水輪發電機組相較於以往將具有更好的電氣與流體動力學特性以及40年使用年限。
2011年7月6日，裝載著新水輪發電機組部件的貨船自聖彼得堡離開。
2011年7月8日，3號、4號以及5號水輪發電機組已可進行滿載運轉發電，6號機已進入備載狀態。
2014年11月11日，薩彥-舒申斯克水力發電廠的整體更新與修復工程全數完工重新啟用。

## 襲擊記者
據報導，2009年9月9日，地方新聞網站諾維福克斯（Novy Fokus）的編輯米哈伊爾·阿法納西耶夫（Mikhail Afanasyev）在位於阿巴坎的家附近遭到攻擊和毆打。事發稍早，他被當地的檢察官辦公室指控“他的新聞報告中傳播造假的資訊以及誹謗救援人員”。阿法納西耶夫相信，這起攻擊事件“可能與他撰寫有關發電廠事故的文章有關”。

## 資料來源
1. ↑   (新闻稿). RusHydro. 2009-07-02  [2009年9月12日]. （原始内容存档于2009年9月16日） （俄语）.
2. 1 2 3 4 5 6 7 8 9 10  .   [2009年10月4日]. （原始内容存档于2009年10月9日）.
3. ↑   (新闻稿). RusHydro]]. 2009年3月23日  [2009年9月13日]. （原始内容存档于2009年9月16日）.
4. 1 2 3 4 5 6 7   (新闻稿). Izvestia. 2009年9月14日  [2009年9月20日]. （原始内容存档于2009年9月27日） （俄语）.
5. 1 2 3 4  Ilya Naymushin. . Reuters. 2009-08-17  [2009-08-17]. （原始内容存档于2009-08-28）.
6. 1 2 3 4   (新闻稿). RusHydro. 2009年8月24日  [2009年8月29日]. （原始内容存档于2020年11月21日）.
7. 1 2 3   (新闻稿). RusHydro. 2009-09-09  [2009-09-12]. （原始内容存档于2012-02-24）.
8. 1 2 3   (新闻稿). RusHydro.   [2009年9月24日]. （原始内容存档于2009年9月27日）.
9. ↑  . ITAR-TASS. 2009年9月9日  [2009年9月12日]. （原始内容存档于2009年9月13日）.
10. 1 2  . ITAR-TASS. 2009年8月29日  [2009年8月30日]. （原始内容存档于2009年9月4日）.
11. ↑  . Kommersant. 2009年8月22日  [2009年11月15日]. （原始内容存档于2009年8月27日） （俄语）.
12. ↑  . RIA Novosti. 2009年9月10日  [2009年9月12日]. （原始内容存档于2012年10月13日）.
13. 1 2 3   (32 (669)). Expert Online. 2009年8月24日  [2009年8月29日]. （原始内容存档于2009年8月29日） （俄语）.
14. ↑  
. ITAR-TASS. 2009年8月25日  [2009年8月29日].[]
15. ↑  Titova, Irina. . The St. Petersburg Times. 2009年8月27日  [2009年8月29日]. （原始内容存档于2020年11月22日）.
16. 1 2  . RIA Novosti. 2009-08-18  [2009-08-20]. （原始内容存档于2009-08-22）.
17. ↑  
 (11). 2008 （俄语）.
18. ↑   (新闻稿). RusHydro. 2009年9月11日  [2009年9月12日]. （原始内容存档于2009年9月16日） （俄语）.
19. ↑  Melissa Akin. . Reuters. 2009-08-21  [2009-08-21]. （原始内容存档于2020-11-22）.
20. ↑  . BBC News. 2009年8月22日  [2009年8月23日]. （原始内容存档于2009年8月22日）.
21. ↑   (新闻稿). RusHydro. 2009年8月26日  [2009年8月29日]. （原始内容存档于2012年2月24日）.
22. ↑  . BBC. 2009年8月25日  [2009年8月29日]. （原始内容存档于2009年8月28日） （俄语）.
23. ↑  
. ITAR-TASS. 2009年8月18日  [2009-09-12].[]
24. ↑   (新闻稿). RusHydro. 2009年8月25日  [2009年9月12日]. （原始内容存档于2015年9月24日）.
25. ↑  . Pravda.ru. 2009年8月24日  [2009年9月24日]. （原始内容存档于2009年9月27日）.
26. ↑  . International Water Power and Dam Construction (Progressive Media Markets Ltd.). 2009-08-25  [2009-08-30]. （原始内容存档于2011-06-14）.
27. ↑  . ITAR-TASS. 2009-08-20  [2009-08-21]. （原始内容存档于2009-08-27）.
28. ↑  Pushkin, Yuri. . CNN. 2009-08-17  [2009-08-20]. （原始内容存档于2009-08-20）.
29. 1 2  Antonova, Maria; Krainova, Natalya. . The Moscow Times. 2009-08-18  [2009-08-18]. （原始内容存档于2016-03-03）.
30. ↑  Vasilyeva, Nataliya. . Associated Press. 2009-08-20  [2009-08-20]. （原始内容存档于2009-08-22）.
31. 1 2  Vasilyeva, Nataliya. . Associated Press. 2009-08-19  [2009-08-20]. []
32. ↑  . BBC News. 2009-08-19  [2009-08-20]. （原始内容存档于2009-09-30）.
33. ↑  . Gazeta.ru. 2009-08-19 （俄语）.
34. ↑  . Interfax (SteelGuru). 2009-08-25  [2009-08-30]. （原始内容存档于2013-02-03）.
35. ↑  Anishyuk, Alex. . The Moscow Times. 2009-08-20  [2009-08-20]. （原始内容存档于2016-03-04）.
36. ↑  。
. Reuters. 2009-08-25  [2009-08-30]. （原始内容存档于2019-08-22）.
37. ↑  Lyrchikova, Anastasia. . Reuters. 2009-08-25  [2009-08-30]. （原始内容存档于2019-08-22）.
38. ↑  
. ITAR-TASS. 2009-08-30  [2009-08-30].[]
39. ↑  
. ITAR-TASS. 2009-08-29  [2009-08-30].
40. ↑   (新闻稿). RusHydro. 2009-08-30  [2009-09-05]. （原始内容存档于2020-11-21）.
41. ↑  . Pravda Online. 2009-08-24  [2009-10-05]. （原始内容存档于2009-09-27）.
42. ↑  Zhdannikov, Dmitry. . Reuters. 2009-08-25  [2009-08-30]. （原始内容存档于2013-02-01）.
43. ↑  . International Water Power and Dam Construction (Progressive Media Markets Ltd.). 2009-09-02  [2009-09-05]. （原始内容存档于2011-06-14）.
44. 1 2   (新闻稿). RusHydro. 2009-09-07  [2009-09-12]. （原始内容存档于2011-08-09） （俄语）.
45. ↑   (新闻稿). RusHydro. 2009-09-23  [2009-09-24]. （原始内容存档于2009-09-27）.
46. ↑   (新闻稿). RusHydro. 2009-09-20  [2009-09-24]. （原始内容存档于2009-09-27）.
47. ↑   (新闻稿). RusHydro. 2009-09-20  [2009-09-24]. （原始内容存档于2011-10-08）.
48. ↑   (新闻稿). RusHydro. 2009-11-26  [2009-09-24]. （原始内容存档于2009-12-03）.
49. ↑   (新闻稿). RusHydro. 2009-12-27  [2010-02-06]. （原始内容存档于2010-01-31）.
50. ↑  . RT. 2010-02-24  [2010-02-24]. （原始内容存档于2010-02-26）.
51. ↑  .   [2016-10-17]. （原始内容存档于2020-11-22）.
52. 1 2  .   [2016-10-17]. （原始内容存档于2011-10-08）.
53. ↑  .   [2016-10-17]. （原始内容存档于2011-10-08）.
54. ↑  .   [2016-10-17]. （原始内容存档于2017-07-29）.
55. ↑  . Sshges.rushydro.ru. 2012-02-29  [2014-08-17]. （原始内容存档于2014-08-19）.
56. ↑  . Rushydro.ru.   [2014-08-17]. （原始内容存档于2014-08-19）.
57. ↑  
Mike Eckel. . Associated Press. 2009-09-09  [2009-09-12].

## 外部連結
- Photo series of 32 images of the disaster from the Boston Globe's "The Big Picture" online series（页面存档备份，存于）
- Photoessay by Mitya Aleshkovsky (on flickr)（页面存档备份，存于）
- Investigating the Sayano–Shushenskay Hydro Power Plant Disaster, Power Magazine December 2010, retrieved 2010 12 20 （页面存档备份，存于）

52°49′31″N 91°22′15″E / 52.8253°N 91.3709°E